# Frédéric Monlouis-Félicité
Pour les articles homonymes, voir Monlouis et Félicité.
Frédéric Monlouis-Félicité, né le 25 décembre 1970 à Montpellier, est un auteur, éditeur et dirigeant d'entreprise français.

## Biographie
Diplômé de l’École spéciale militaire de Saint-Cyr en 1993 (promotion Général Guillaume), Frédéric Monlouis-Félicité commence sa carrière en tant qu’officier parachutiste. Après avoir obtenu un MBA de l'INSEAD, il rejoint le monde de l’entreprise en 2002, dans le secteur bancaire et le logiciel d’entreprise (GE Capital, SAP Business Objects), avant de prendre la direction, entre 2009 et 2010, du parti Le Nouveau Centre, présidé par Hervé Morin, alors ministre de la Défense.
Entre 2011 et 2017, il est délégué général du think tank français l’Institut de l'Entreprise. Dans ce cadre, il est rédacteur en chef de la revue Sociétal (éditions Eyrolles). Parallèlement, il tient de 2013 à 2017 une chronique mensuelle dans L'Opinion.
De 2019 à 2023, il est conseiller du président de Vinci Autoroutes. Il co-dirige avec Mathieu Flonneau le colloque de Cerisy "Comprendre la route : entre imaginaires, sens et innovations", en septembre 2023.
Frédéric Monlouis-Félicité est ancien auditeur de l’Institut des hautes études de défense nationale (IHEDN), de l’Institut national des hautes études de la sécurité et de la justice (INHESJ) et de l’Institut des Hautes Etudes de l’Entreprise (IHEE).
Il est l'auteur d'un recueil de nouvelles intitulé Avis de démolition (Arléa, 2010), sélection du Prix Goncourt de la nouvelle 2010. En 2022, il publie un essai intitulé La Guerre des générations aura-t-elle lieu ? (Les Belles Lettres) dans lequel il propose la surpondération du vote des jeunes,,,. La même année, il crée la collection "À voix haute" aux éditions Descartes & Cie, qui publie des textes méconnus de grandes personnalités.
En janvier 2024, le président Emmanuel Macron lui confie, ainsi qu'à Pierre Égéa, la réalisation d'une mission sur l'évolution institutionnelle des Outre-mer.

### Ouvrages
- Frédéric Monlouis-Félicité, Avis de démolition, Paris, Arléa, 2010, 160 p.  (ISBN 9782869598829)
- Jean-Marc Daniel, Frédéric Monlouis-Félicité, Sociétal 2014 - France : la fin du déni ?, Paris, Eyrolles, 2014, 360 p.  (ISBN 9782212558333)
- Jean-Marc Daniel, Frédéric Monlouis-Félicité, Sociétal 2015 - L'État-Providence à bout de souffle ? Réinventer notre modèle social, Paris, Eyrolles, 2015, 344 p.  (ISBN 9782212319651)
- Jean-Marc Daniel, Frédéric Monlouis-Félicité, Sociétal 2016 - Numérique et emploi : Lost in transition, Paris, Eyrolles, 2016, 316 p.  (ISBN 9782212175981)
- Jean-Marc Daniel, Frédéric Monlouis-Félicité, Sociétal 2017 - Sans totem ni tabou : pour en finir avec les idées reçues, Paris, Eyrolles, 2017, 280 p.  (ISBN 9782212566635)
- Frédéric Monlouis-Félicité, La Guerre des générations aura-t-elle lieu ?, Paris, Les Belles Lettres, 2022, 184 p.  (ISBN 9782376150886)

### Chapitres d'ouvrages collectifs
- "Les grandes entreprises et la politique étrangère française". In : Thierry de Montbrial (dir.), Thomas Gomart (dir.), Notre intérêt national, Paris, Odile Jacob, 2017, 336 p.  (ISBN 9782738135216)